# XXIII з'їзд КПРС

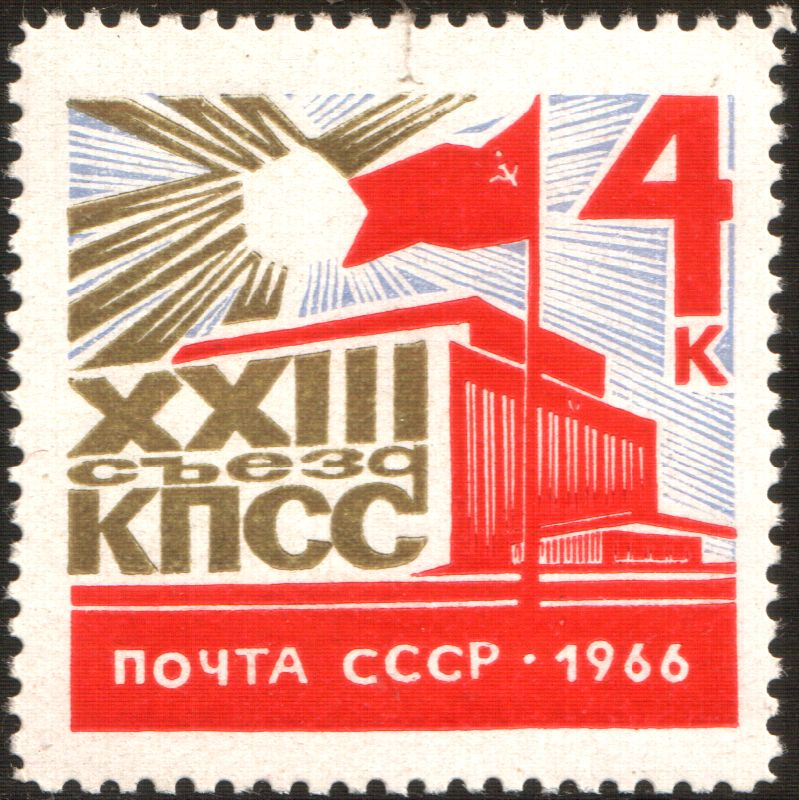
Марка, присвячена XXIII з'їзду КПРС

XXIII з'їзд Комуністичної партії Радянського Союзу — проходив у Москві з 29 березня по 8 квітня 1966
На З'їзді присутнє 4942 делегатів, з них: 4619 з вирішальним голосом і 323 з дорадчим голосом.

## Порядок денний
- 1. Звітна доповідь ЦК КПРС (Л. І. Брежнєв)
- 2. Звітна доповідь Центральної ревізійної комісії (М. А. Муравйова)
- 3. Директиви XXIII з'їзду КПРС по п'ятирічному плану розвитку народного господарства СРСР на 1966–1970 рр. (А. М. Косигін)
- 4. Вибори центральних органів партії

## Рішення з'їзду
На з'їзді було обрано:
- Центральний Комітет КПРС: 195 членів, 165 кандидатів в члени ЦК КПРС
- Центральна ревізійна комісія: 79 членів

## Підсумок
- Затверджені Директиви п'ятирічного плану розвитку СРСР на 1966—1970 роки

## Склад керівних органів

### Члени ЦК КПРС
- Абрасимов Петро Андрійович
- Александров Анатолій Петрович
- Андропов Юрій Володимирович
- Антонов Сергій Анатолійович
- Арістов Оверкій Борисович
- Аскаров Асанбай Аскарули
- Афанасьєв Сергій Олександрович
- Ахундов Велі Юсуфович
- Баграмян Іван Христофорович
- Байбаков Микола Костянтинович
- Басов Олександр Васильович
- Батицький Павло Федорович
- Бейсебаєв Масимхан Бейсебайович
- Бєлобородов Опанас Павлантійович
- Бенедиктов Іван Олександрович
- Бещев Борис Павлович
- Бодюл Іван Іванович
- Бородін Андрій Михайлович
- Бородін Павло Дмитрович
- Брежнєв Леонід Ілліч
- Бутома Борис Євстахійович
- Васильєв Микола Федорович
- Ватченко Олексій Федосійович
- Ващенко Григорій Іванович
- Вершинін Костянтин Андрійович
- Волков Олександр Петрович
- Воронов Геннадій Іванович
- Воронов Феодосій Діонісійович
- Ворошилов Климент Єфремович
- Гаганова Валентина Іванівна
- Галаншин Костянтин Іванович
- Гарбузов Василь Федорович
- Георгієв Олександр Васильович
- Горшков Сергій Георгійович
- Горячев Федір Степанович
- Гречко Андрій Антонович
- Гришин Віктор Васильович
- Гришин Костянтин Миколайович
- Гришманов Іван Олександрович
- Громико Андрій Андрійович
- Грушецький Іван Самійлович
- Грушин Петро Дмитрович
- Даніялов Абдурахман Даніялович
- Дегтярьов Володимир Іванович
- Дементьєв Петро Васильович
- Демічев Петро Нілович
- Джавахішвілі Гіві Дмитрович
- Димшиць Веніамін Емануїлович
- Єгоричев Микола Григорович
- Єлютін В'ячеслав Петрович
- Єпішев Олексій Олексійович
- Єфремов Леонід Миколайович
- Єфремов Михайло Тимофійович
- Єштокін Панас Федорович
- Жигалін Володимир Федорович
- Захаров Матвій Васильович
- Зверєв Сергій Олексійович
- Зімянін Михайло Васильович
- Золотухін Григорій Сергійович
- Зорін Валеріан Олександрович
- Ігнатов Микола Григорович
- Кавун Василь Михайлович
- Казанець Іван Павлович
- Калмиков Валерій Дмитрович
- Калнберзін Ян Едуардович
- Капітонов Іван Васильович
- Катушев Костянтин Федорович
- Кебін Іван Густавович
- Келдиш Мстислав Всеволодович
- Кириленко Андрій Павлович
- Кириллін Володимир Олексійович
- Кисельов Іван Іванович
- Кисельов Тихон Якович
- Клименко Василь Костянтинович
- Коваленко Олександр Власович
- Кованов Павло Васильович
- Кожевников Євген Федорович
- Козлов Василь Іванович
- Кокарєв Олександр Якимович
- Комяхов Василь Григорович
- Конєв Іван Степанович
- Коновалов Микола Семенович
- Конотоп Василь Іванович
- Корнійчук Олександр Євдокимович
- Коротченко Дем'ян Сергійович
- Коритков Микола Гаврилович
- Косигін Олексій Миколайович
- Коспанов Шапет Коспанович
- Костоусов Анатолій Іванович
- Кочінян Антон Єрвандович
- Крахмальов Михайло Костянтинович
- Крилов Микола Іванович
- Кузнецов Василь Васильович
- Кулаков Федір Давидович
- Куліченко Леонід Сергійович
- Кунаєв Дінмухамед Ахмедович
- Курбанов Рахманкул Курбанович
- Лапін Сергій Георгійович
- Лесечко Михайло Оксентійович
- Ломако Петро Фадійович
- Ломоносов Володимир Григорович
- Лутак Іван Кіндратович
- Ляшко Олександр Павлович
- Мазуров Кирило Трохимович
- Малиновський Родіон Якович
- Манякін Сергій Йосипович
- Мацкевич Володимир Володимирович
- Машеров Петро Миронович
- Мжаванадзе Василь Павлович
- Михайлов Микола Олександрович
- Мікоян Анастас Іванович
- Монашев Леонід Гаврилович
- Москаленко Кирило Семенович
- Насриддінова Ядгар Садиківна
- Ніколаєв Костянтин Кузьмич
- Ніколаєва Тетяна Миколаївна
- Новиков Володимир Миколайович
- Новиков Гнат Трохимович
- Нурієв Зія Нурійович
- Овезов Балиш Овезович
- Органов Микола Миколайович
- Павлов Володимир Якович
- Павлов Сергій Павлович
- Патолічев Микола Семенович
- Патон Борис Євгенович
- Пегов Микола Михайлович
- Пейве Ян Вольдемарович
- Пельше Арвід Янович
- Писін Костянтин Георгійович
- Підгорний Микола Вікторович
- Поляков Іван Євтійович
- Полянський Дмитро Степанович
- Пономарьов Борис Миколайович
- Попов Георгій Іванович
- Попова Ніна Василівна
- Поспєлов Петро Миколайович
- Притицький Сергій Осипович
- Промислов Володимир Федорович
- Пузанов Олександр Михайлович
- Расулов Джабар
- Рашидов Шараф Рашидович
- Родіонов Микола Миколайович
- Романов Григорій Васильович
- Рудаков Олександр Петрович
- Руденко Роман Андрійович
- Руднєв Костянтин Миколайович
- Румянцев Олексій Матвійович
- Рябиков Василь Михайлович
- Семичастний Володимир Юхимович
- Синиця Михайло Сафронович
- Скочилов Анатолій Андріанович
- Славський Юхим Павлович
- Смирнов Леонід Васильович
- Снечкус Антанас Юозович
- Соболь Микола Олександрович
- Соколов Тихон Іванович
- Соловйов Леонід Миколайович
- Соломенцев Михайло Сергійович
- Спиридонов Іван Васильович
- Степаков Володимир Ілліч
- Струєв Олександр Іванович
- Сурганов Федір Онисимович
- Суслов Михайло Андрійович
- Табеєв Фікрят Ахмеджанович
- Титов Віталій Миколайович
- Титов Федір Єгорович
- Тихонов Микола Олександрович
- Токарєв Олександр Максимович
- Толстиков Василь Сергійович
- Трапезников Сергій Павлович
- Устинов Дмитро Федорович
- Усубалієв Турдакун Усубалійович
- Федосєєв Петро Миколайович
- Флорентьєв Леонід Якович
- Фурцева Катерина Олексіївна
- Хитров Степан Дмитрович
- Холявко Володимир Васильович
- Червоненко Степан Васильович
- Чернишов Василь Юхимович
- Чуйков Василь Іванович
- Чураєв Віктор Михайлович
- Шверник Микола Михайлович
- Шевченко Володимир Васильович
- Шелєпін Олександр Миколайович
- Шелест Петро Юхимович
- Шибаєв Олексій Іванович
- Шитиков Олексій Павлович
- Школьников Олексій Михайлович
- Шокін Олександр Іванович
- Шолохов Михайло Олександрович
- Щербицький Володимир Васильович
- Щетинін Семен Миколайович
- Юнак Іван Харитонович
- Якубовський Іван Гнатович
- Яснов Михайло Олексійович

### Кандидати у члени ЦК КПРС
- Абдуразаков Малік Абдуразакович
- Авраменко Степан Степанович
- Алексеєвський Євген Євгенович
- Аліханов Енвер Назарович
- Амелько Микола Миколайович
- Ангельєв Дмитро Дмитрович
- Антонов Василь Іванович
- Антонов Олексій Костянтинович
- Афанасьєв Павло Якович
- Базовський Володимир Миколайович
- Бакаєв Віктор Георгійович
- Банников Микола Васильович
- Бельських Раїса Олексіївна
- Бочкарьов Олександр Панкратович
- Братченко Борис Федорович
- Брехов Костянтин Іванович
- Бубновський Микита Дмитрович
- Будьонний Семен Михайлович
- Булгаков Олександр Олександрович
- Вадер Артур Павлович
- Владиченко Іван Максимович
- Вороніна Параскевія Олексіївна
- Воротников Сергій Іларіонович
- Всеволожський Михайло Миколайович
- Гапуров Мухамедназар Гапурович
- Георгадзе Михайло Порфирович
- Герасимов Костянтин Михайлович
- Гетьман Андрій Лаврентійович
- Головченко Федір Петрович
- Городовиков Басан Бадьмінович
- Горюнов Дмитро Петрович
- Грибачов Микола Матвійович
- Грушовий Костянтин Степанович
- Густов Іван Степанович
- Дементьєва Раїса Федорівна
- Демченко Володимир Акимович
- Денисов Георгій Якович
- Діордиця Олександр Пилипович
- Добрик Віктор Федорович
- Добринін Анатолій Федорович
- Доєнін Василь Миколайович
- Дригін Анатолій Семенович
- Дрозденко Василь Іванович
- Єгоров Анатолій Григорович
- Єжевський Олександр Олександрович
- Єлістратов Петро Матвійович
- Єременко Андрій Іванович
- Єрмін Лев Борисович
- Журавльова Марина Іллівна
- Журін Микола Іванович
- Зародов Костянтин Іванович
- Захаров Михайло Єгорович
- Зотов Василь Петрович
- Ісаєв Василь Якович
- Іслюков Семен Матвійович
- Ішков Олександр Якимович
- Кабалоєв Білар Емазайович
- Казаков Михайло Ілліч
- Кальченко Никифор Тимофійович
- Кандренков Андрій Андрійович
- Карлов Володимир Олексійович
- Карпова Євдокія Федорівна
- Кахаров Абдулахад
- Клаусон Вальтер Іванович
- Клепиков Михайло Іванович
- Климов Олександр Петрович
- Князєв Пилип Кирилович
- Коваль Іван Григорович
- Козлов Григорій Іванович
- Козлов Микола Тимофійович
- Козир Павло Пантелійович
- Колчина Ольга Павлівна
- Корнієць Леонід Романович
- Кортунов Олексій Кирилович
- Костандов Леонід Аркадійович
- Кочемасов В'ячеслав Іванович
- Кочетков Микола Георгійович
- Кошовий Петро Кирилович
- Кремень Анатолій Степанович
- Криулін Гліб Олександрович
- Кузнєцов Микола Олександрович
- Куцевол Василь Степанович
- Лавренов Іван Ананійович
- Лаврентьєв Михайло Олексійович
- Леонов Павло Артемович
- Ликова Лідія Павлівна
- Лігачов Єгор Кузьмич
- Лобов Семен Михайлович
- Логінов Євген Федорович
- Лощенков Федір Іванович
- Лященко Микола Григорович
- Малофєєв Павло Родіонович
- Мальбахов Тімбора Кубатійович
- Мамбетов Болот Мамбетович
- Марисов Валерій Костянтинович
- Маряхін Сергій Степанович
- Мєсяцев Микола Миколайович
- Михайлов Дмитро Іванович
- Модогоєв Андрій Урупхійович
- Мужицький Олександр Михайлович
- Мурадян Бадал Амаякович
- Мусаханов Мірзамахмуд Мірзарахманович
- Непорожній Петро Степанович
- Ніязбеков Сабір Білялович
- Новиков Костянтин Олександрович
- Огарков Микола Васильович
- Осипов Георгій Іванович
- Павлов Георгій Сергійович
- Павлов Григорій Петрович
- Палецкіс Юстас Ігнович
- Пастухов Борис Миколайович
- Пеньковський Валентин Антонович
- Петровський Борис Васильович
- Пєтухов Борис Федорович
- Піменов Петро Тимофійович
- Поберей Марія Тихонівна
- Подзерко Віктор Андрійович
- Пономарьов Михайло Олександрович
- Попова Марія Георгіївна
- Постовалов Сергій Осипович
- Псурцев Микола Дем'янович
- Риков Василь Назарович
- Родіонов Петро Олександрович
- Розенко Петро Якимович
- Рокосовський Костянтин Костянтинович
- Романов Микола Миколайович
- Романов Олексій Володимирович
- Рубен Віталій Петрович
- Семенов Володимир Семенович
- Сєнькін Іван Ілліч
- Сербин Іван Дмитрович
- Сидоренко Олександр Васильович
- Сизов Павло Костянтинович
- Синіцин Іван Флегонтович
- Скачков Семен Андрійович
- Скулков Ігор Петрович
- Слажнєв Іван Гаврилович
- Смирнов Василь Олександрович
- Смирнов Олександр Іванович
- Смирнов Олександр Миколайович
- Соколов Сергій Леонідович
- Соколовський Василь Данилович
- Стученко Андрій Трохимович
- Тарасов Микола Никифорович
- Тарасов Олександр Михайлович
- Тимошенко Семен Костянтинович
- Титаренко Олексій Антонович
- Тікунов Вадим Степанович
- Тока Салчак Калбакхорекович
- Толкунов Лев Миколайович
- Ураєв Петро Васильович
- Федоров Віктор Степанович
- Францов Георгій Павлович
- Фролов Василь Семенович
- Черненко Костянтин Устинович
- Чиряєв Гаврило Йосипович
- Чубаров Анатолій Петрович
- Шауро Василь Филимонович
- Шевченко Олександра Федорівна
- Шереметов Олександр Сергійович
- Шумаускас Мотеюс Юозович
- Щолоков Микола Онисимович
- Щербина Борис Євдокимович
- Якубовський Фуад Борисович
- Янгель Михайло Кузьмич

### Члени ЦРК КПРС
- Акназаров Зекерія Шарафутдинович
- Алексєєв Петро Федорович
- Анікушин Михайло Костянтинович
- Антонов Сергій Федорович
- Апряткін Семен Семенович
- Арутюнян Нагуш Хачатурович
- Баскаков Сергій Олексійович
- Батиєв Саліх Гілімханович
- Бєлуха Микола Андрійович
- Бірюков Анатолій Юхимович
- Ботвин Олександр Платонович
- Бушуєв Віктор Михайлович
- Васягін Семен Петрович
- Горегляд Олексій Адамович
- Горкін Олександр Федорович
- Горчаков Андрій Іванович
- Дзоценідзе Георгій Самсонович
- Жуков Юрій Олександрович
- Ілляшенко Кирило Федорович
- Іскендеров Мамед Абдул огли
- Кабков Яків Іванович
- Калмик Микола Йосипович
- Кличев Анна-Мухамед
- Колбецька Марія Андріївна
- Комарова Домна Павлівна
- Кочубей Антон Данилович
- Круглова Зінаїда Михайлівна
- Кручина Микола Юхимович
- Кулатов Турабай
- Куліджанов Лев Олександрович
- Лащенко Петро Миколайович
- Лобанок Володимир Єлисейович
- Марков Георгій Мокійович
- Масленников Геннадій Володимирович
- Мікулич Володимир Андрійович
- Молчанов Август Дмитрович
- Морозов Іван Павлович
- Московський Василь Петрович
- Муравйова Нонна Олександрівна
- Мюрісепп Олексій Олександрович
- Новосьолов Юхим Степанович
- Одилов Ахмаджан
- Окунєв Василь Васильович
- Орлов Михайло Анатолійович
- Павловський Іван Григорович
- Панюшкін Олександр Семенович
- Пігальов Петро Пилипович
- Попов Борис Веніамінович
- Посконов Олексій Андрійович
- Рижов Микита Семенович
- Румянцев Олексій Федорович
- Русаков Костянтин Вікторович
- Савінкін Микола Іванович
- Сагінтаєв Абдир
- Сальникова Катерина Андріївна
- Сєров Володимир Олександрович
- Сизов Геннадій Федорович
- Симонов Кирило Степанович
- Сисоєва Любов Андріївна
- Смирновський Михайло Миколайович
- Солдатов Олександр Олексійович
- Старовський Володимир Никонович
- Тер-Газарянц Георгій Арташесович
- Тимофєєв Микола Володимирович
- Увачан Василь Миколайович
- Усманов Саїдмахмуд Ногманович
- Федоренко Микола Трохимович
- Фоміних Олександра Матвіївна
- Халдєєв Михайло Іванович
- Холов Махмадула
- Хрєнников Тихон Миколайович
- Цуканов Георгій Емануїлович
- Чередниченко Євген Трохимович
- Чорний Василь Ілліч
- Шашин Валентин Дмитрович
- Шевлягін Дмитро Петрович
- Шикін Йосип Васильович
- Щербаков Ілля Сергійович
- Янушковська Тамара Петрівна